# Força Aérea da África do Sul
A Força Aérea da África do Sul (em inglês: South African Air Force) é o ramo aéreo das Forças Armadas da África do Sul, com sede em Pretória. A principal aeronave de combate da SAAF é o caça JAS-39 Gripen.  

## História

### I Guerra Mundial
Em abril de 1914 seis cadetes (com o estágio de tenente da ACF) foram enviados para a Inglaterra para sofrer mais formação. Cinco deles foram qualificados.
Quando a I Guerra Mundial eclodiu em agosto de 1914, a estes pilotos foram concedidos a permissão para se juntar aos recém-formados da Royal Flying Corps (RFC). O número de sul-africanos na RFC finalmente chegou a aproximadamente 3.000, com 260 ativos com direito de morte. Tomaram parte no reconhecimento aéreo e artilharia no spotting de missões ao longo da França durante a guerra. Nada menos do que 46 deles tornaram-se ases de lutador que abateram cinco ou mais aeronaves inimigas, com o maior sucesso, Andrew Beauchamp-Proctor a ser o Império Britânico da quarta maior sucesso ace com 54 vitórias

### Período entre-guerras
Em 1 de fevereiro de 1920 a Força Aérea sul-africana foi reativada com o coronel Pierre van Ryneveld como o director de Serviços Aéreos. Sua primeira operação foi em 1922, quando ele ajudou a esmagar o Rand Revolta, uma insurreição armada em branco Mineworkers. O SAAF bombardearam alvos em torno de Joanesburgo, e perdeu algumas aeronaves ao solo fogo. Coronel Sir Pierre van Ryneveld próprio foi abatido, mas sobreviveu. 
Em 1934 um aumento significativo no orçamento da defesa e foi aprovado em 1935, o ministro da Defesa anunciou que a UDF foi a de ser expandido.

### II Guerra Mundial

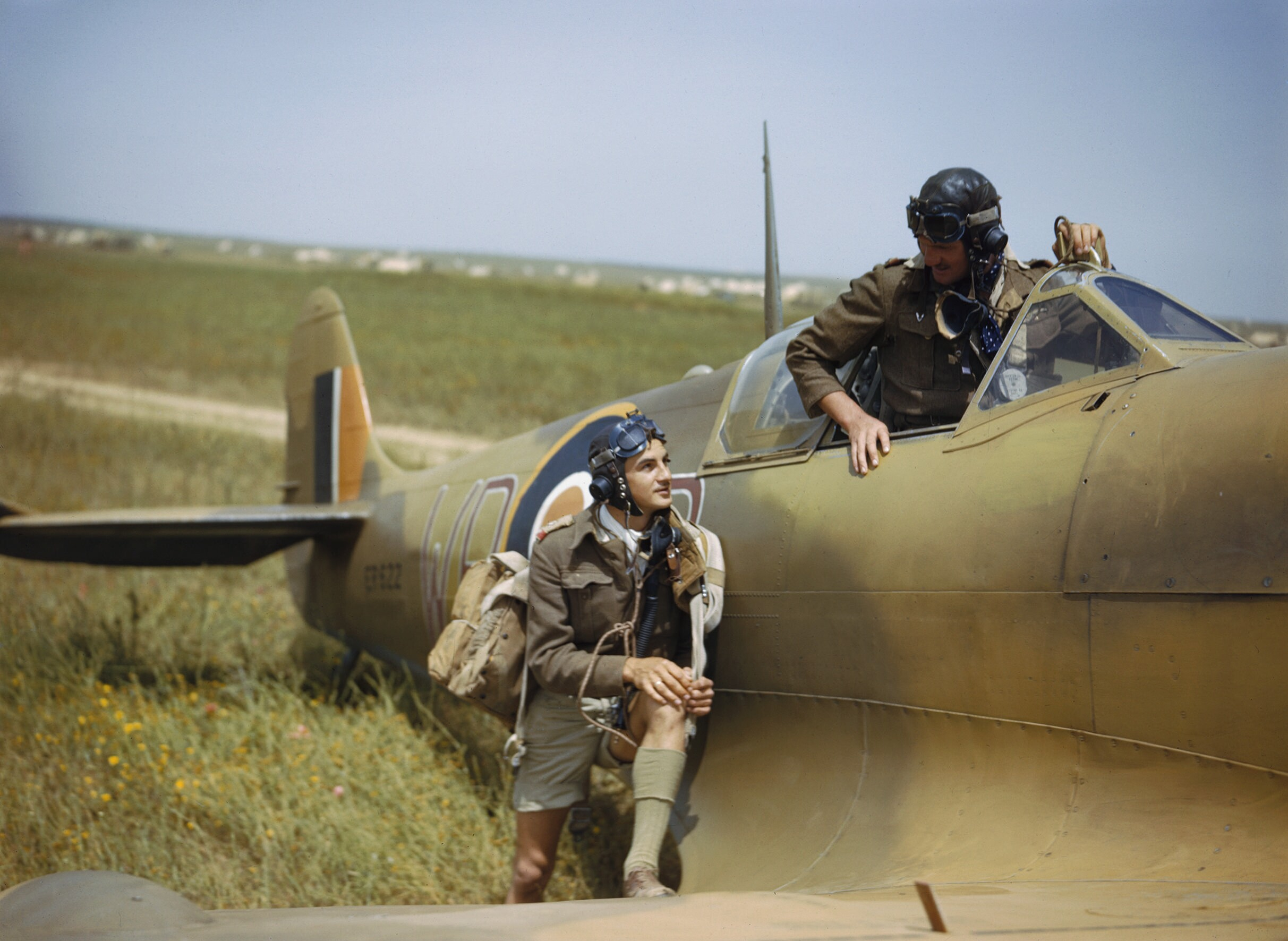
Aeronaves Spitfire da força aérea sul-africana.

Apesar da expansão, o início da II Guerra Mundial em 1939, pegou o SAAF despreparado. Isto provocou a criação da Formação do regime comum aéreo, a fim de treinar a Royal Air Force, SAAF e de outros aliados do ar e do solo em 38 tripulações Sul-Africanas baseado nas escolas aéreas. Esta expandiu o número de aviões militares no SAAF de 1709 até Setembro de 1941, com uma força de 31.204 pessoas (956 pilotos). 
Em particular, o SAAF desempenhou um papel importante no Norte de África, onde a sua caça, bombardeiros e reconhecimento permitiu esquadrões da Allied Deserto Força Aérea para obter superioridade aérea sobre o Eixo das forças aéreas até ao início de 1942. Entre abril de 1941 e maio de 1943 a onze esquadrões da SAAF voaram 33.991 vezes e destruíram 342 aeronaves inimigas.

### Bloqueio de Berlim

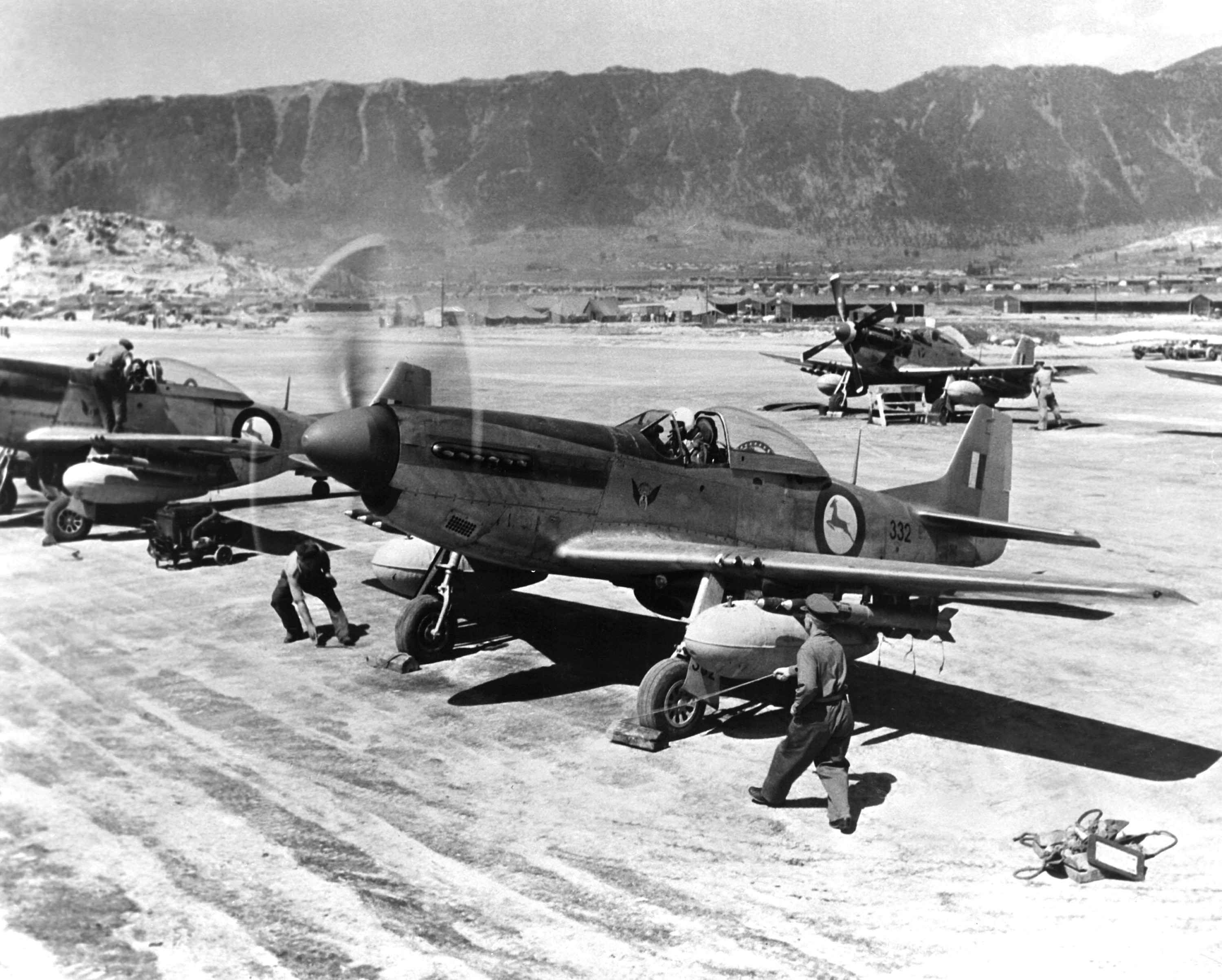
Caças F-51Ds da África do Sul.

Após a guerra, a SAAF também participou no Bloqueio de Berlim de 1948 com 20 caças da Royal Air Force.

### Guerra da Coreia
Na Guerra da Coreia, o famoso Esquadrão 2 ("Os guepardos voadores") participou representando a  África do Sul. Ela ganhou muitas condecorações americanas, incluindo a honra de uma invulgar os Estados Unidos na UPC em 1952: 
O Esquadrão 2 teve uma longa e distinta história de serviço na Coreia com P-51D Mustangs e mais tarde F-86f Sabers. O seu papel foi principalmente voar ao solo atacando e interdição de missões como um dos esquadrões que compõem a USAF 18. "Fighter's Wing Bombardeiro."
Durante o conflito coreano a esquadrilha voou um total de 12 067 quilômetros para uma perda de 34 pilotos e as duas outras fileiras. As perdas de aeronaves ascendiam a 74 fora de 97 Mustangs e quatro de 22 Sabres. Pilotos e os homens do esquadrão receberam um total de 797 medalhas de Prata incluindo 2 Estrelas - o maior prémio de não-americanos nacionais - 3 Legiões de Mérito, 55 Distinguished Flying Cruzes e 40 estrelas de bronze. 8 pilotos tornaram-se prisioneiros de guerra. Acidentes: 20 mortos em ação e 16 feridos.

### Atualmente

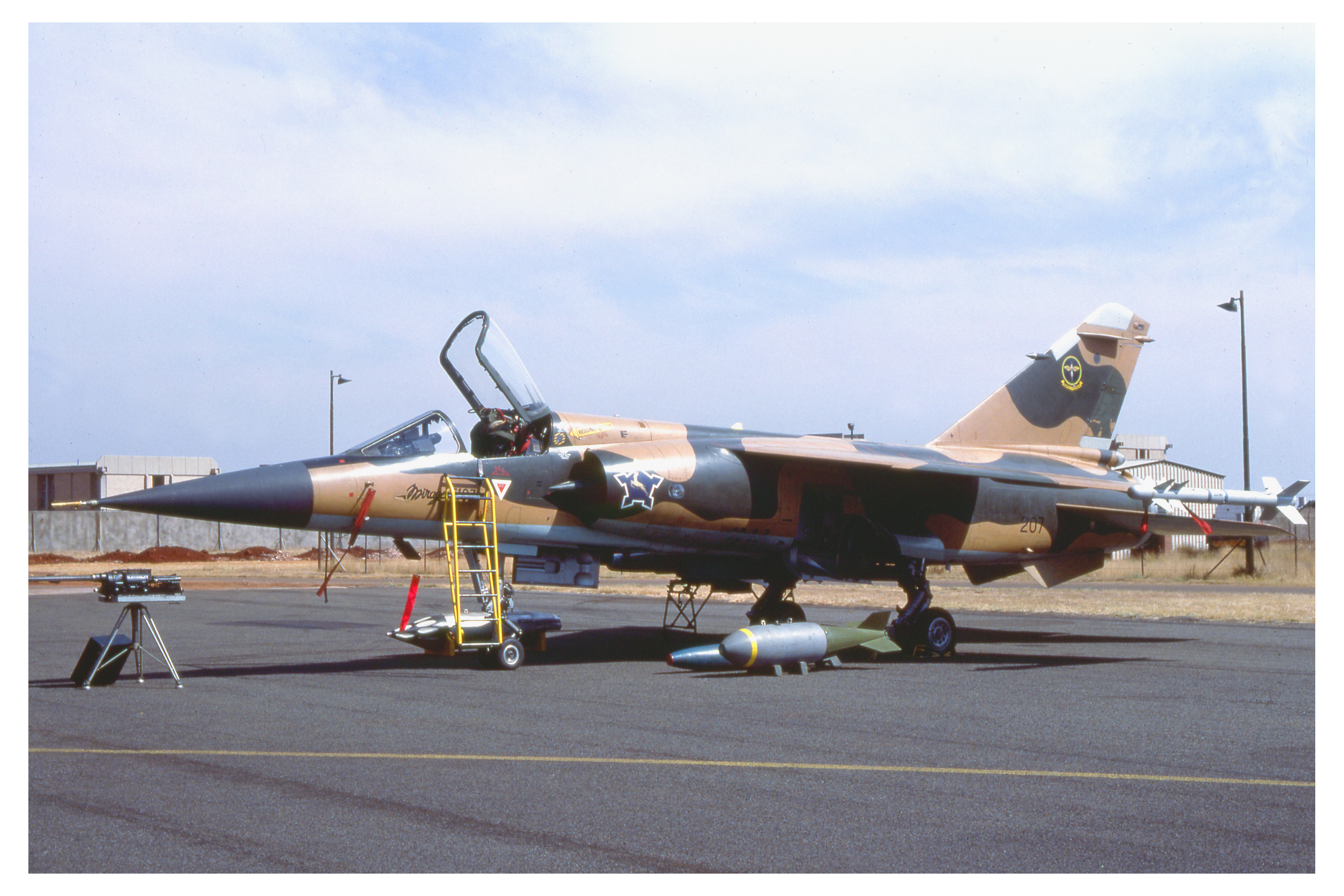
Um Mirage F1, de fabricação francesa, sul-africana.

A guerra de fronteiras com a Namíbia e outros grupos vizinhos foi o último conflito em larga escala travado pela força aérea sul-africana.

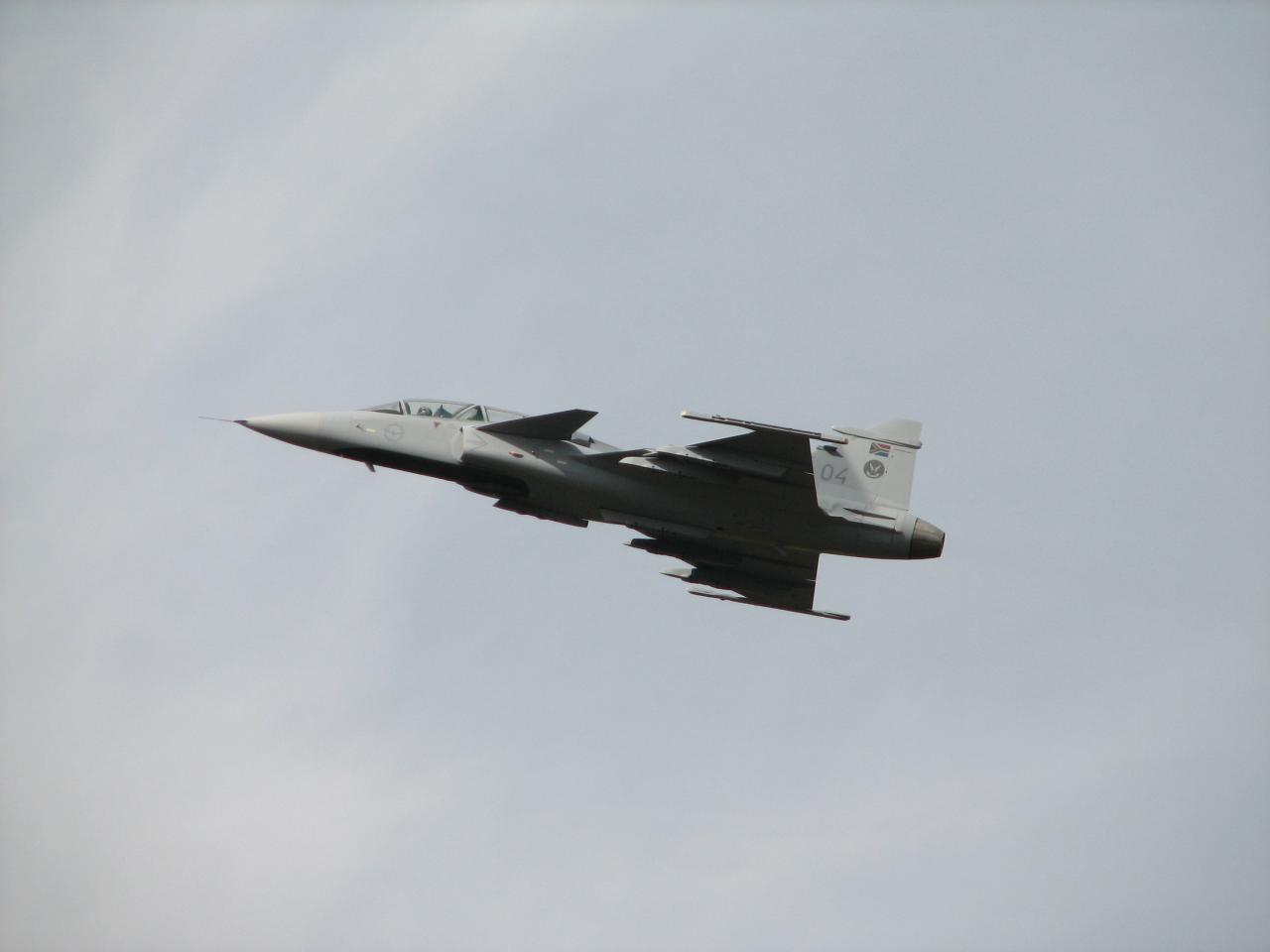
Um moderno JAS-39 Gripen sul-africano.

Com o fim do apartheid no começo da década de 1990, as forças armadas foram reformadas. Na década seguinte, passou por um extenso processo de modernização, comprando equipamentos como o caça sueco JAS-39 Gripen. A indústria nacional também recebeu novos investimentos, capaz de produzir aeronaves de boa qualidade, como o helicóptero Denel AH-2 Rooivalk. Atualmente, as forças armadas sul-africanas tem se envolvido em missões de paz no continente e também em exercícios com países vizinhos e com nações do Ocidente, como os Estados Unidos.

## Fotos

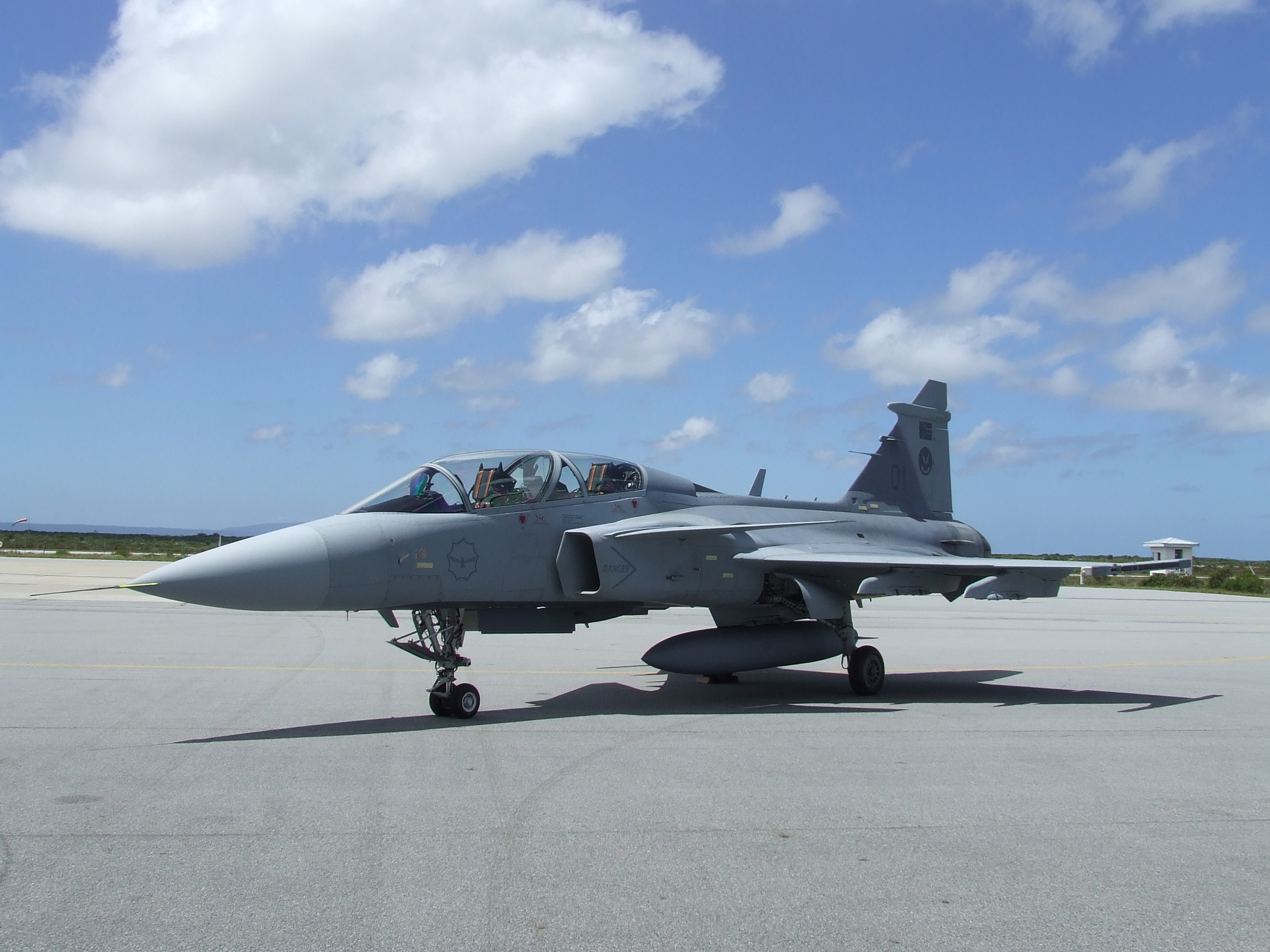
Um JAS 39 Gripen sul-africano.
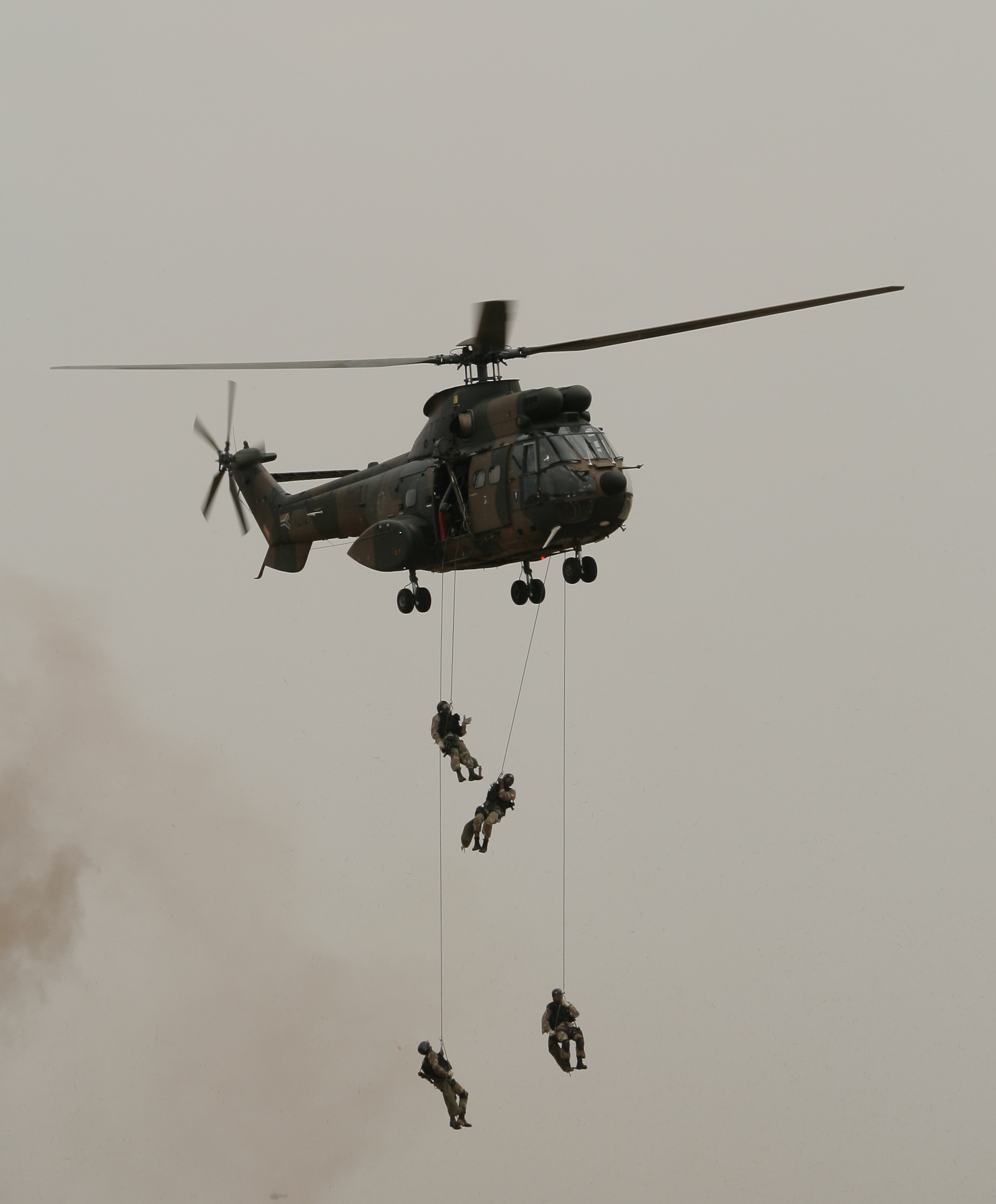
Um helicóptero Atlas Oryx da África do Sul.
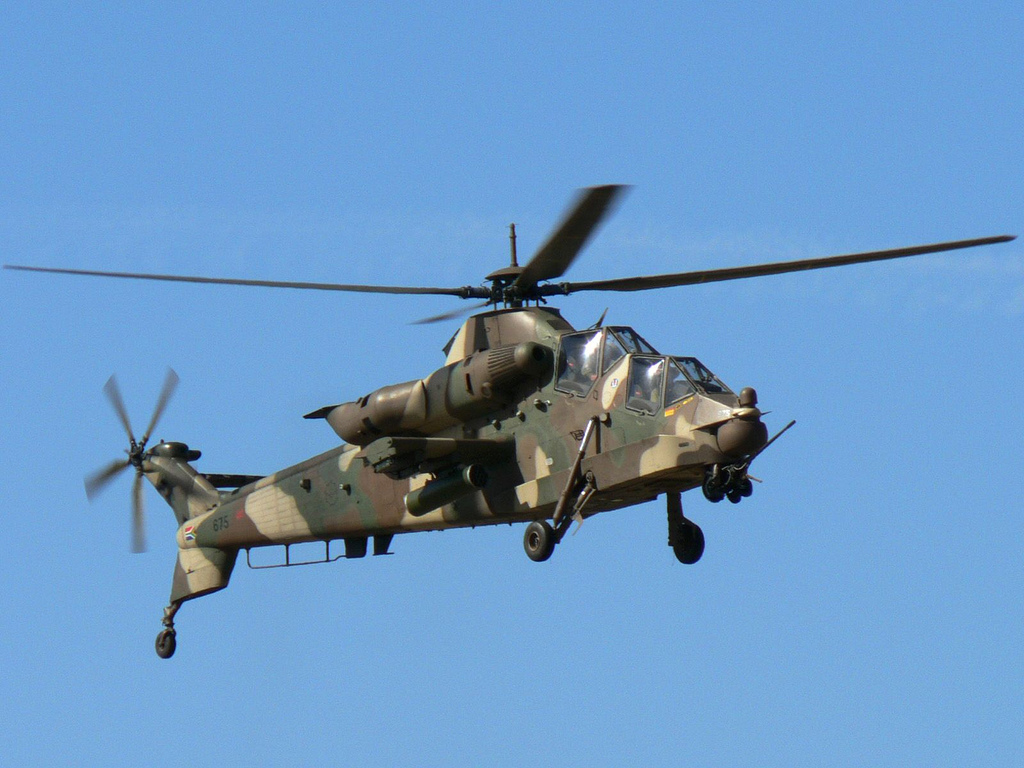
Um helicóptero de ataque AH-2 Rooivalk da Força Aérea da África do Sul.
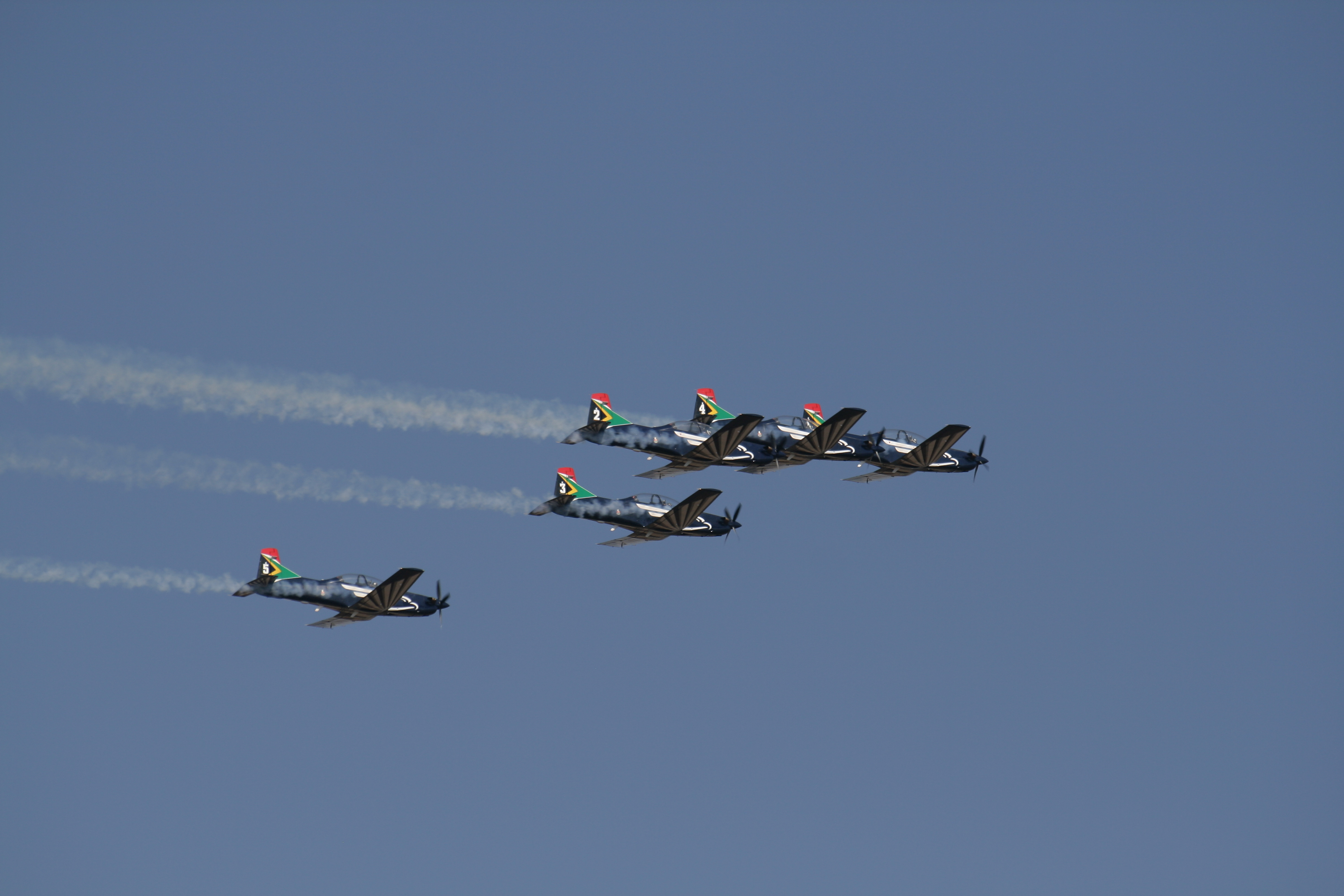
Silver Falcons, a esquadrilha da fumaça sul-africana.
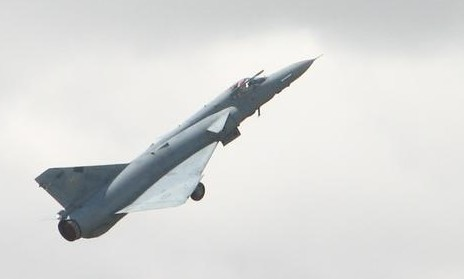
O caça Atlas Cheetah, de fabricação sul-africana.